# 磨家镇
磨家镇，是中华人民共和国四川省绵阳市涪城区曾经下辖的一个镇。2019年12月，撤销磨家镇，将其所属行政区域划归永兴镇管辖。

## 行政区划
磨家镇撤销前下辖以下地区：
飞云社区、茅针寺村、冯家湾村、观音堂村、接龙寺村、七星包村和双凤坪村。